# Taizhou Rail Transit
Taizhou Rail Transit (chinesisch 台州轨道交通, Pinyin Tāizhōu Guǐdào Jiāotōng) ist die U-Bahn der chinesischen Stadt Taizhou in der Provinz Zhejiang. Der Betrieb hat mit langen oberirdischen Abschnitten, großen Abständen zwischen den Stationen und der Stromversorgung mit 25 kV Wechselspannung S-Bahn-Charakter.

## Linie S1
Die Linie S1 verläuft zum großen Teil oberirdisch in Nord-Süd-Richtung. Sie beginnt am Bahnhof Taizhou und führt über den Bahnhof Wenling nach Chengnan. Die Strecke ist für eine Geschwindigkeit von 140 km/h ausgelegt.

## Weiterer Ausbau
Zunächst soll die in Ost-West-Richtung verlaufende Linie S2 gebaut werden. Langfristig sind zwei weitere in die Vororte führenden Linien (S3 und S4) und mit M bezeichnete städtische Linien geplant.